# Frida Sandén
Frida Lina Marianne Sandén (Stockholm, 20 mei 1994) is een Zweedse zangeres.
Sandén won in augustus 2007 Stage Junior 2007, de preselectie voor het Junior Eurovisiesongfestival 2007, en mocht Zweden vertegenwoordigen op het Junior Eurovisiesongfestival 2007 in Rotterdam. Ze zong haar nummer Nu Eller Aldrig.
Frida volgt muziekles in de Adolf Fredriks School in Stockholm.
Sandén heeft twee zussen: Molly Sandén, die Zweden in 2006 vertegenwoordigde op het Junior Eurovisiesongfestival en Mimmi Sandén, die Zweden in 2009 vertegenwoordigde op het Junior Eurovisiesongfestival.